# 弗拉迪斯拉夫·卡爾索諾夫
弗拉迪斯拉夫·卡爾索諾夫（Vladislav Korshunov；1983年2月13日—）是一位俄羅斯橄欖球運動員。他是俄羅斯國家橄欖球隊的一員，代表俄羅斯參加了2011年世界盃橄欖球賽。